# Déclinaisons en grec moderne
Les déclinaisons du grec moderne ont, comme le reste de la langue contemporaine, subi une importante simplification. Du système à cinq cas, on est passé à quatre : nominatif, accusatif, génitif et vocatif. Le datif a quant à lui disparu, absorbé par le génitif.

## Déclinaisons

### Noms

#### Noms masculins
| Nombre    | Déclinaison | Article | Groupe 1 (ami) | Groupe 2 (homme) | Groupe 3 (carte) |
| --------- | ----------- | ------- | -------------- | ---------------- | ---------------- |
| Singulier | Nominatif   | ο       | φίλος          | άντρας           | χάρτης           |
| Singulier | Accusatif   | το(ν)   | φίλο           | άντρα            | χάρτη            |
| Singulier | Vocatif     |         | φίλε           | άντρα            | χάρτη            |
| Singulier | Génitif     | του     | φίλου          | άντρα            | χάρτη            |
| Pluriel   | Nominatif   | οι      | φίλοι          | άντρες           | χάρτες           |
| Pluriel   | Accusatif   | τους    | φίλους         | άντρες           | χάρτες           |
| Pluriel   | Vocatif     |         | φίλοι          | άντρες           | χάρτες           |
| Pluriel   | Génitif     | των     | φίλων          | αντρών           | χαρτών           |

#### Noms féminins
| Nombre    | Déclinaison | Article | Groupe 1 (temps) | Groupe 2 (saison) | Groupe 3 (ville) | Groupe 4 (méthode) |
| --------- | ----------- | ------- | ---------------- | ----------------- | ---------------- | ------------------ |
| Singulier | Nominatif   | η       | ώρα              | εποχή             | πόλη             | μέθοδος            |
| Singulier | Accusatif   | τη(ν)   | ώρα              | εποχή             | πόλη             | μέθοδο             |
| Singulier | Vocatif     |         | ώρα              | εποχή             | πόλη             | μέθοδος            |
| Singulier | Génitif     | της     | ώρας             | εποχής            | πόλης - πόλεως   | μεθόδου            |
| Pluriel   | Nominatif   | οι      | ώρες             | εποχές            | πόλεις           | μέθοδοι            |
| Pluriel   | Accusatif   | τις     | ώρες             | εποχές            | πόλεις           | μεθόδους           |
| Pluriel   | Vocatif     |         | ώρες             | εποχές            | πόλεις           | μέθοδοι            |
| Pluriel   | Génitif     | των     | ωρών             | εποχών            | πόλεων           | μεθόδων            |

#### Noms neutres
| Nombre    | Déclinaison | Article | Groupe 1 (livre) | Groupe 2 (enfant) | Groupe 3 (problème) | Groupe 4 (erreur) | Groupe 5 (viande) |
| --------- | ----------- | ------- | ---------------- | ----------------- | ------------------- | ----------------- | ----------------- |
| Singulier | Nominatif   | το      | βιβλίο           | παιδί             | πρόβλημα            | λάθος             | κρέας             |
| Singulier | Accusatif   | το      | βιβλίο           | παιδί             | πρόβλημα            | λάθος             | κρέας             |
| Singulier | Vocatif     |         | βιβλίο           | παιδί             | πρόβλημα            | λάθος             | κρέας             |
| Singulier | Génitif     | του     | βιβλίου          | παιδιού           | προβλήματος         | λάθους            | κρέατος           |
| Pluriel   | Nominatif   | τα      | βιβλία           | παιδιά            | προβλήματα          | λάθη              | κρέατα            |
| Pluriel   | Accusatif   | τα      | βιβλία           | παιδιά            | προβλήματα          | λάθη              | κρέατα            |
| Pluriel   | Vocatif     |         | βιβλία           | παιδιά            | προβλήματα          | λάθη              | κρέατα            |
| Pluriel   | Génitif     | των     | βιβλίων          | παιδιών           | προβλημάτων         | λαθών             | κρεάτων           |

### Adjectifs
| Nombre    | Déclinaison | Masculin | Féminin  | Féminin  | Féminin  | Neutre |
| Nombre    | Déclinaison | Masculin | Groupe 1 | Groupe 2 | Groupe 3 | Neutre |
| --------- | ----------- | -------- | -------- | -------- | -------- | ------ |
| Singulier | Nominatif   | νέος     | νέα      | καλή     | γλυκιά   | νέο    |
| Singulier | Accusatif   | νέο      | νέα      | καλή     | γλυκιά   | νέο    |
| Singulier | Vocatif     | νέε      | νέα      | καλή     | γλυκιά   | νέο    |
| Singulier | Génitif     | νέου     | νέας     | καλής    | γλυκιάς  | νέου   |
| Pluriel   | Nominatif   | νέοι     | νέες     | καλές    | γλυκιές  | νέα    |
| Pluriel   | Accusatif   | νέους    | νέες     | καλές    | γλυκιές  | νέα    |
| Pluriel   | Vocatif     | νέοι     | νέες     | καλές    | γλυκιές  | νέα    |
| Pluriel   | Génitif     | νέων     | νέων     | καλών    | γλυκιών  | νέων   |

| Groupe    | Groupe    | Groupe 1 | Groupe 1 | Groupe 1 | Groupe 2 | Groupe 2 | Groupe 2 | Groupe 3        | Groupe 3 | Groupe 3        |
| Genre     | Genre     | Masculin | Féminin  | Neutre   | Masculin | Féminin  | Neutre   | Masculin        | Féminin  | Neutre          |
| --------- | --------- | -------- | -------- | -------- | -------- | -------- | -------- | --------------- | -------- | --------------- |
| Singulier | Nominatif | συνεχής  | συνεχής  | συνεχές  | συνήθης  | συνήθης  | σύνηθες  | βαθύς           | βαθιά    | βαθύ            |
| Singulier | Accusatif | συνεχή   | συνεχή   | συνεχές  | συνήθη   | συνήθη   | σύνηθες  | βαθύ            | βαθιά    | βαθύ            |
| Singulier | Vocatif   | συνεχής  | συνεχής  | συνεχές  | συνήθης  | συνήθης  | σύνηθες  | βαθύ            | βαθιά    | βαθύ            |
| Singulier | Génitif   | συνεχούς | συνεχούς | συνεχούς | συνήθους | συνήθους | συνήθους | βαθέος          | βαθιάς   | βαθέος          |
| Pluriel   | Nominatif | συνεχείς | συνεχείς | συνεχή   | συνήθεις | συνήθεις | συνήθη   | βαθείς - βαθιοί | βαθιές   | βαθέα - βαθιά   |
| Pluriel   | Accusatif | συνεχείς | συνεχείς | συνεχή   | συνήθεις | συνήθεις | συνήθη   | βαθείς          | βαθιές   | βαθέα - βαθιά   |
| Pluriel   | Vocatif   | συνεχείς | συνεχείς | συνεχή   | συνήθεις | συνήθεις | συνήθη   | βαθείς - βαθιοί | βαθιές   | βαθέα - βαθιά   |
| Pluriel   | Génitif   | συνεχών  | συνεχών  | συνεχών  | συνήθων  | συνήθων  | συνήθων  | βαθέων - βαθιών | βαθιών   | βαθέων - βαθιών |

| Nombre    | Déclinaison | masculin | féminin | neutre |
| --------- | ----------- | -------- | ------- | ------ |
| Singulier | Nominatif   | πολύς    | πολλή   | πολύ   |
| Singulier | Accusatif   | πολύ     | πολλή   | πολύ   |
| Singulier | Génitif     | πολύ     | πολλής  | πολύ   |
| Pluriel   | Nominatif   | πολλοί   | πολλές  | πολλά  |
| Pluriel   | Accusatif   | πολλούς  | πολλές  | πολλά  |
| Pluriel   | Génitif     | πολλών   | πολλών  | πολλών |

### Articles
| Nombre    | Déclinaison | masculin | féminin | neutre |
| --------- | ----------- | -------- | ------- | ------ |
| Singulier | Nominatif   | ο        | η       | το     |
| Singulier | Accusatif   | το(ν)    | τη(ν)   | το     |
| Singulier | Génitif     | του      | της     | του    |
| Pluriel   | Nominatif   | οι       | οι      | τα     |
| Pluriel   | Accusatif   | τους     | τις     | τα     |
| Pluriel   | Génitif     | των      | των     | των    |

| Nombre    | Déclinaison | masculin | féminin | neutre |
| --------- | ----------- | -------- | ------- | ------ |
| Singulier | Nominatif   | ένας     | μία     | ένα    |
| Singulier | Accusatif   | ένα(ν)   | μία     | ένα    |
| Singulier | Génitif     | ενός     | μιας    | ενός   |

Le grec n'a ni articles indéfinis pluriels ni articles partitifs.

### Pronoms personnels
Soulignés, on a les pronoms personnels "je", "tu", "il", "nous", "vous", "ils".
| Forme  | Nombre    | Déclinaison | Première personne | Deuxième personne | Troisième personne | Troisième personne | Troisième personne |
| Forme  | Nombre    | Déclinaison | Première personne | Deuxième personne | Masc.              | Fém.               | Neu.               |
| ------ | --------- | ----------- | ----------------- | ----------------- | ------------------ | ------------------ | ------------------ |
| Forte  | Singulier | Nominatif   | εγώ               | εσύ               | αυτός              | αυτή               | αυτό               |
| Forte  | Singulier | Accusatif   | εμένα             | εσένα             | αυτόν              | αυτήν              | αυτό               |
| Forte  | Singulier | Génitif     | εμένα             | εσένα             | αυτού              | αυτής              | αυτού              |
| Forte  | Pluriel   | Nominatif   | εμείς             | εσείς             | αυτοί              | αυτές              | αυτά               |
| Forte  | Pluriel   | Accusatif   | εμάς              | εσάς              | αυτούς             | αυτές              | αυτά               |
| Forte  | Pluriel   | Génitif     | εμάς              | εσάς              | αυτών              | αυτών              | αυτών              |
|        |           |             |                   |                   |                    |                    |                    |
| Faible | Singulier | Nominatif   |                   |                   | τος                | τη                 | το                 |
| Faible | Singulier | Accusatif   | με                | σε                | τον                | τη(ν)              | το                 |
| Faible | Singulier | Génitif     | μου               | σου               | του                | της                | του                |
| Faible | Pluriel   | Nominatif   |                   |                   | τοι                | τες                | τα                 |
| Faible | Pluriel   | Accusatif   | μας               | σας               | τους               | τις                | τα                 |
| Faible | Pluriel   | Génitif     | μας               | σας               | τους               | τους               | τους               |

### Interrogatifs et pronoms indéfinis
Voici la déclinaison des interrogatifs ποιος, "qui", "lequel", et πόσος, "combien", Remarque : l'interrogatif τι, "quoi", est invariable.
| Nombre    | Déclinaison | masculin | féminin | neutre |
| --------- | ----------- | -------- | ------- | ------ |
| Singulier | Nominatif   | ποιος    | ποια    | ποιο   |
| Singulier | Accusatif   | ποιον    | ποια    | ποιο   |
| Pluriel   | Nominatif   | ποιοι    | ποιες   | ποια   |
| Pluriel   | Accusatif   | ποιους   | ποιες   | ποια   |

| Nombre    | Déclinaison | masculin | féminin | neutre |
| --------- | ----------- | -------- | ------- | ------ |
| Singulier | Nominatif   | πόσος    | πόση    | πόσο   |
| Singulier | Accusatif   | πόσο     | πόση    | πόσο   |
| Singulier | Génitif     | πόσου    | πόσης   | πόσου  |
| Pluriel   | Nominatif   | πόσοι    | πόσες   | πόσα   |
| Pluriel   | Accusatif   | πόσους   | πόσες   | πόσα   |
| Pluriel   | Génitif     | πόσων    | πόσων   | πόσων  |

### Pronoms indéfinis
Voici la déclinaison du pronom indéfini κάποιος, "quelqu'un", qui est identique à la déclinaison de l'interrogatif. Remarque : le pronom κάτι, "quelque chose", est invariable.
| Nombre    | Déclinaison | masculin | féminin | neutre |
| --------- | ----------- | -------- | ------- | ------ |
| Singulier | Nominatif   | κάποιος  | κάποια  | κάποιο |
| Singulier | Accusatif   | κάποιον  | κάποια  | κάποιο |
| Pluriel   | Nominatif   | κάποιοι  | κάποιες | κάποια |
| Pluriel   | Accusatif   | κάποιους | κάποιες | κάποια |

### Préposition de lieu
La préposition σε correspond au français "à", "en", "dans", "chez", "sur". Elle n'existe qu'à l'accusatif et se décline comme suit. 
| Nombre    | Déclinaison | masculin | féminin | neutre |
| --------- | ----------- | -------- | ------- | ------ |
| Singulier | Accusatif   | στο(ν)   | στη(ν)  | στο    |
| Pluriel   | Accusatif   | στους    | στις    | στα    |